# I. e. 273
Évszázadok: i. e. 4. század – i. e. 3. század – i. e. 2. század
Évtizedek: i. e. 320-as évek – i. e. 310-es évek – i. e. 300-as évek – i. e. 290-es évek – i. e. 280-as évek – i. e. 270-es évek – i. e. 260-as évek – i. e. 250-es évek – i. e. 240-es évek – i. e. 230-as évek – i. e. 220-as évek
Évek: i. e. 278 – i. e. 277 – i. e. 276 – i. e. 275 –  i. e. 274 – i. e. 273 – i. e. 272 – i. e. 271 – i. e. 270 – i. e. 269 – i. e. 268

## Események
- Pürrhosz elfoglalja Aigait, Makedónia régi fővárosát. A szolgálatában álló kelták kifosztják a királysírokat, ezért népszerűsége megrendül. II. Antigonosz makedón király a tengerparti városokba menekül.
- Pürrhosz hazahívja fiát, Ptolemaioszt, aki még mindig segítette a dél-itáliaiakat Róma ellenében. Tarentum egyedül marad a Róma elleni harcban.

### Róma
- Caius Fabius Licinust és Caius Claudius Caninát választják consulnak.
- A korábbi consul, Fabius Maximus Gurges Egyiptomba utazik és felveszi a diplomáciai kapcsolatot II. Ptolemaiosszal.
- Az etruszk Caere békét köt a rómaiakkal.
- Róma coloniát létesít a lucaniai Paestumban és az etruszk Cosában.

### Kína
- Csin állam Huajangnál legyőzi Vej és Csao államok koalícióját.

## Születések
- Kógen japán császár

## Halálozások
- Appius Claudius Caecus, római államférfi

## Fordítás
- Ez a szócikk részben vagy egészben  a(z)   273 v. Chr. című német Wikipédia-szócikk ezen változatának fordításán alapul.  Az eredeti cikk szerkesztőit annak laptörténete sorolja fel. Ez a jelzés csupán a megfogalmazás eredetét és a szerzői jogokat jelzi, nem szolgál a cikkben szereplő információk forrásmegjelöléseként.